# アドバンスト・インフォ・サービス
アドバンスト・インフォ・サービス公開株式会社（英語: Advanced Info Service Public Company Limited、タイ語: บริษัท แอดวานซ์ อินโฟร์ เซอร์วิส จำกัด (มหาชน)、略称AIS）は、タイの移動通信事業会社である。
タイ首相、タクシン・シナワットのインタッチ・ホールディングスの子会社。1986年4月24日（タイ仏歴2529年）、タイ電話公社から携帯電話の事業権を取得し、携帯電話を事業に参入した。その後、タイでの電話の普及とともに大会社に成長。タイ国内最大のシェアを誇る。
経営面では、華僑企業にありがちな同族経営を退けて人材本位の経営を行ったため、アジア通貨危機前に外貨建ての債権リスクヘッジに成功し、バーツ暴落後も大きな被害は受けなかった。経営は健全で、事実上シン・コーポレーションの本体。社長はタクシンの妹のインラック・シナワット。証券取引コードはADVANC。タイ証券取引所では株式時価総額でトップクラスを維持する優良企業。